# 海尼·曼納許
亨利·埃梅特·曼納許（英語：Henry Emmett Manush，1901年7月20日—1971年5月12日），綽號「海尼」，為美國職棒大聯盟的外野手。生涯曾效力過老虎、布朗、參議員(今雙城隊)、紅襪、道奇與海盜等隊。
退休後，曼納許到小聯盟執教6年。之後他先後在勇士及參議員擔任球探。1960年代，大聯盟擴編成立新的參議員隊(今遊騎兵隊)，而曼納許也在那擔任球探。1964年，他成功入選名人堂。

## 職業生涯

### 底特律老虎
1922年，他在小聯盟繳出3成76的打擊率，並敲出20轟。他也因此獲得老虎隊的青睞，最後他在1923年2月和老虎簽約。他在4月20日登上大聯盟，並和Bobby Veach輪流擔任球隊的左外野手。該年他的打擊率為3成34，獲得17顆觸身球為聯盟最多。
1924年，曼納許的打擊率為2成89，這年他又獲得聯盟最多的16顆觸身球。其實在球季開打前，他的隊友泰·柯布還試圖幫助曼納許調整打擊姿勢。結果曼納許的打擊率不僅暴跌，甚至還一度打到心態崩潰。最後柯布放棄調整姿勢，決定讓曼納許用自己最舒服的方式打擊。1925年，曼納許的打擊率上升到3成02。
1926年，由於柯布已經40歲，因此球隊改用曼納許接替成為球隊的先發左外野手。這年他以3成78的打擊率拿下美聯打擊王，OPS值.986更是僅次於貝比·魯斯。而魯斯也沒能拿下打擊三冠王，事後曼納許更提到，能打敗魯斯拿下打擊王是他這輩子最值得驕傲的事情之一。
1927年，曼納許繼續擔任球隊的先發中外野手，不過打擊率下滑至2成98。

### 聖路易布朗
1927年12月13日，老虎隊將曼納許和Lu Blue交易到布朗隊，換來Harry Rice、Elam Vangilder及一名日後指定球員。1928年，曼納許打出生涯年。該年他的打擊率為3成78，只差一點就能拿下聯盟打擊王。而他擊出241支安打為美聯第一，108分打點為美聯第五高。球隊戰績也從前一年的59勝進步到82勝。最後曼納許在MVP票選上拿下第二名。
1929年，曼納許的打擊率為3成55，並敲出204支安打。隔年他的打擊率為3成28，不過這年他和球隊因為有薪資糾紛一度拒絕向球隊報到，整季僅出賽48場比賽。

### 華盛頓參議員
1930年6月13日，曼納許和Alvin Crowder一同被交易到參議員，布朗換來古斯·高斯林。剩餘球季他在參議員的打擊率為3成62，隔年打擊率為3成07。
1932年，曼納許再次邁入生涯高峰。整季打擊率為3成42，並敲出214支安打與116分打點，最後在MVP票選上拿下第三名。隔年打擊率維持在3成36，為美聯次高。這年他還寫下連續33場比賽擊出安打的個人紀錄，球隊也以99勝53敗拿下美聯冠軍。
在世界大賽上，曼納許僅敲出2支安打。他在第四戰甚至被驅逐出場，最後參議員在延長賽輸球。而巨人最後以4勝1敗拿下世界大賽冠軍。
1934年，他在6月25日前的打擊率高達4成11。他也在這年成為大聯盟史上最速敲出單季100安的紀錄，他只花了60場比賽。他在這年成功入選明星賽，不過到了下半季他的狀態開始下滑，但最後他的打擊率還是有3成49。
1935年，曼納許的打擊率為2成73。雖然他在這年出賽數銳減不少，但他還是成為單季雙殺次數最多的左外野手。

### 紅襪、道奇與海盜
1935年12月17日，參議員將曼納許交易到紅襪，換來Roy Johnson和Carl Reynolds。不過1936年的曼納許表現依舊不佳，打擊率為2成91，最後他在9月27日被球隊釋出。
1936年12月9日，曼納許加盟道奇。雖然道奇在尋找年輕的外野手，但36歲的曼納許在春訓繳出5成71的打擊率，讓球隊不得不讓他擔任先發外野手。而他首次在國聯打球，就繳出3成33的打擊率。
1938年，由於曼納許表現下滑，因此他在5月15日遭到釋出。接下來他加盟國際聯盟的多倫多楓葉，繳出3成10的打擊率。8月30日，海盜正和小熊爭奪國聯冠軍，因此他們網羅了曼納許。他主要以代打身分上陣，打擊率為3成08。最後他在6月9日被球隊釋出，也結束了他的大聯盟生涯。

## 生涯打擊成績
| 出賽次數 | 打席 | 打數 | 得分 | 安打 | 二安 | 三安 | 全壘打 | 打點 | 盜壘 | 保送 | 三振 | 打擊率 | 上壘率 | 長打率 | OPS  |
| -------- | ---- | ---- | ---- | ---- | ---- | ---- | ------ | ---- | ---- | ---- | ---- | ------ | ------ | ------ | ---- |
| 2008     | 8422 | 7654 | 1288 | 2524 | 491  | 160  | 110    | 1183 | 113  | 506  | 345  | .330   | .377   | .479   | .856 |

## 晚年
曼納許育有3名女兒，大女兒和二女兒都在1987年去世。他們夫妻倆自1935年就定居在佛州的薩拉索塔，不過他的妻子在1949年因為手術失敗去世，享年僅46歲。
曼納許在晚年長期和咽喉癌搏鬥，最後他在1971年3月11日去世，享年69歲。

## 外部連結
- 球員資訊和成績在MLB，ESPN，Baseball-Reference，Fangraphs（英文）
- 海尼·曼納許在台灣棒球維基館上的頁面（繁體中文）